# 1922 w muzyce
Wydarzenia muzyczne w 1922 roku.

## Urodzili się
- 1 stycznia – Andrzej Hiolski, polski śpiewak operowy (baryton) (zm. 2000)
- 3 stycznia – Jacques Wildberger, szwajcarski kompozytor (zm. 2006)
- 4 stycznia – Frank Wess, amerykański saksofonista jazzowy i flecista (zm. 2013)
- 7 stycznia – Jean-Pierre Rampal, francuski flecista (zm. 2000)
- 10 stycznia
  - João de Freitas Branco, portugalski muzykolog, kompozytor, publicysta i matematyk (zm. 1989)
  - Ester Mägi, estońska kompozytorka (zm. 2021)
- 18 stycznia – Antonio Bibalo, norweski kompozytor pochodzenia włoskiego (zm. 2008)
- 20 stycznia
  - Ray Anthony, amerykański trębacz i szef orkiestry jazzowej
  - Józef Wojtan, polski śpiewak operowy (baryton) (zm. 2007)
- 22 stycznia – Sylvia Rexach, portorykańska piosenkarka, scenarzystka, kompozytorka i poetka (zm. 1961)[1]
- 27 stycznia – Inge Ginsberg, austriacko-szwajcarska dziennikarka, pisarka i piosenkarka (zm. 2021)
- 28 stycznia – Anna Gordy Gaye, amerykańska bizneswoman, autorka piosenek, kompozytorka (zm. 2014)
- 30 stycznia – Rosemary Kuhlmann, amerykańska śpiewaczka operowa (mezzosopran) (zm. 2019)
- 1 lutego – Renata Tebaldi, włoska śpiewaczka operowa (sopran) (zm. 2004)
- 2 lutego
  - Leon Bibb, amerykański piosenkarz folkowy i aktor (zm. 2015)
  - Maria Kouba, austriacka śpiewaczka operowa (sopran) (zm. 2021)
- 3 lutego – Zbigniew Szymonowicz, polski pianista, laureat VIII nagrody IV Międzynarodowego Konkursu Pianistycznego im. Fryderyka Chopina w Warszawie (zm. 1999)
- 10 lutego – Henryk Karliński, polski dyrygent, animator kultury, pedagog, działacz teatralny (zm. 1975)
- 11 lutego – Jean Walter, flamandzki piosenkarz (zm. 2014)
- 19 lutego – Fredell Lack, amerykańska skrzypaczka (zm. 2017)
- 22 lutego – Joe Wilder, amerykański trębacz i kompozytor jazzowy (zm. 2014)
- 23 lutego – Ilse Hollweg, niemiecka śpiewaczka operowa (sopran) (zm. 1990)
- 26 lutego
  - Franz Beyer, niemiecki skrzypek i muzykolog (zm. 2018)
  - Bunny Briggs, amerykański tancerz (zm. 2014)
- 2 marca
  - Eddie Lockjaw Davis, amerykański, jazzowy saksofonista tenorowy (zm. 1986)
  - Zygmunt Gzella, polski chórmistrz, dyrygent, rektor i profesor Akademii Muzycznej w Łodzi (zm. 2007)
- 3 marca – Kazimierz Serocki, polski kompozytor i pianista (zm. 1981)
- 4 marca – Rolf Arland, niemiecki kompozytor (zm. 2015)
- 6 marca – Doriot Anthony Dwyer, amerykańska flecistka (zm. 2020)
- 8 marca – Cyd Charisse, amerykańska aktorka i tancerka (zm. 2008)
- 20 marca – Larry Elgart, amerykański muzyk jazzowy, bandleader (zm. 2017)
- 24 marca
  - Dave Appell, amerykański muzyk, aranżer i producent muzyczny (zm. 2014)
  - Charlotte Holloman, afroamerykańska śpiewaczka operowa i pedagog muzyczny (zm. 2015)
  - T.M. Soundararajan, indyjski wokalista podkładający głos w piosenkach filmowych, aktor (zm. 2013)
- 29 marca – Stanisław Santor, polski skrzypek; pierwszy mąż Ireny Santor (zm. 1999)
- 1 kwietnia – Duke Jordan, amerykański pianista jazzowy (zm. 2006)
- 3 kwietnia – Doris Day, amerykańska piosenkarka i aktorka filmowa (zm. 2019)
- 4 kwietnia – Elmer Bernstein, amerykański kompozytor muzyki filmowej (zm. 2004)
- 5 kwietnia – Gale Storm, amerykańska aktorka i piosenkarka (zm. 2009)
- 6 kwietnia – Dorothy Donegan, amerykańska pianistka jazzowa i wokalistka (zm. 1998)
- 8 kwietnia – Carmen McRae, amerykańska czarnoskóra śpiewaczka, pianistka i kompozytorka jazzowa (zm. 1994)
- 9 kwietnia – Rae Woodland, brytyjska śpiewaczka operowa (sopranistka) (zm. 2013)
- 10 kwietnia – John Brim, amerykański gitarzysta bluesowy (zm. 2003)
- 11 kwietnia – Aleksandyr Rajczew, bułgarski kompozytor (zm. 2003)
- 17 kwietnia – Paul Smith, amerykański pianista jazzowy (zm. 2013)
- 19 kwietnia – Rose Marie McCoy, amerykańska autorka tekstów piosenek (zm. 2015)
- 21 kwietnia – Mundell Lowe, amerykański gitarzysta jazzowy, kompozytor (zm. 2017)
- 22 kwietnia – Charles Mingus, amerykański kontrabasista jazzowy, kompozytor, dyrygent, pianista (zm. 1979)
- 24 kwietnia – Matti Lehtinen, fiński śpiewak operowy (baryton), pedagog muzyczny (zm. 2022)
- 29 kwietnia – Toots Thielemans, belgijski muzyk jazzowy; harmonijkarz, gitarzysta (zm. 2016)
- 30 kwietnia – Vitillo Ábalos, argentyński folklorysta, muzyk, autor tekstów, kompozytor, piosenkarz i tancerz (zm. 2019)
- 1 maja – Sławomir Żerdzicki, polski śpiewak operowy (tenor) (zm. 2011)
- 2 maja – Serge Reggiani, francuski aktor i piosenkarz, pochodzenia włoskiego (zm. 2004)
- 5 maja – Konrad Latte, niemiecki pianista pochodzenia żydowskiego (zm. 2005)
- 8 maja – Alfred Schreyer, polski skrzypek, śpiewak i działacz społeczno-kulturalny żydowskiego pochodzenia (zm. 2015)
- 12 maja
  - Murray Gershenz, amerykański aktor, kolekcjoner nagrań muzycznych (zm. 2013)
  - Zbigniew Szlezer, polski skrzypek, profesor Akademii Muzycznej w Krakowie (zm. 2011)
- 16 maja
  - Eddie Bert, amerykański puzonista jazzowy (zm. 2012)
  - Speedy Haworth, amerykański gitarzysta i piosenkarz (zm. 2008)
  - Otmar Suitner, austriacki dyrygent (zm. 2010)
- 19 maja – Terry Devon, brytyjska piosenkarka (zm. 2013)
- 22 maja – Monica Lewis, amerykańska wokalistka jazzowa, aktorka (zm. 2015)
- 29 maja – Iannis Xenakis, grecki kompozytor muzyki współczesnej, architekt (zm. 2001)
- 1 czerwca – Bibi Ferreira, brazylijska aktorka i piosenkarka (zm. 2019)
- 5 czerwca – Henryk Guzek, polski aktor operetkowy (bas-baryton) (zm. 1988)
- 10 czerwca
  - Judy Garland, amerykańska aktorka i piosenkarka (zm. 1969)
  - Leonard Gershe, amerykański scenarzysta i kompozytor (zm. 2002)
- 15 czerwca – Jaki Byard, amerykański pianista i kompozytor jazzowy (zm. 1999)
- 17 czerwca – John Amis, brytyjski krytyk muzyczny (zm. 2013)
- 18 czerwca – Claude Helffer, pianista francuski (zm. 2004)
- 25 czerwca – Johnny Smith, amerykański gitarzysta jazzowy (zm. 2013)
- 27 czerwca – George Walker, amerykański kompozytor (zm. 2018)
- 21 lipca – Kay Starr, amerykańska piosenkarka (zm. 2016)
- 22 lipca – Jim Foglesong, amerykański muzyk country, producent muzyczny (zm. 2013)
- 24 lipca – Bernard Ładysz, polski śpiewak operowy (bas-baryton), aktor, żołnierz AK (zm. 2020)
- 25 lipca – Johnny Smith, amerykański gitarzysta jazzowy (zm. 2013)
- 26 lipca
  - Andrzej Koszewski, polski kompozytor, teoretyk muzyki i muzykolog, profesor (zm. 2015)
  - Andrzej Wróblewski, polski dziennikarz, językoznawca, publicysta, krytyk muzyczny (zm. 2002)
- 28 lipca – Andrzej Schmidt, polski historyk jazzu (zm. 2021)
- 1 sierpnia – Maria Cole, amerykańska piosenkarka, matka Natalie Cole (zm. 2012)
- 14 sierpnia – Lesław Wacławik, polski śpiewak operowy (tenor) (zm. 2008)
- 15 sierpnia
  - Lukas Foss, amerykański kompozytor, dyrygent, pianista i pedagog muzyczny (zm. 2009)
  - Jorgos Muzakis, grecki kompozytor, trębacz (zm. 2005)
- 21 sierpnia – Leslie Head, brytyjski dyrygent (zm. 2013)
- 22 sierpnia – Iwri Gitlis, izraelski skrzypek, ambasador dobrej woli UNESCO (zm. 2020)
- 26 sierpnia – Łazar Nikołow, bułgarski kompozytor (zm. 2005)
- 30 sierpnia – Regina Resnik, amerykańska śpiewaczka operowa (sopran, mezzosopran) (zm. 2013)
- 3 września – Yao Lee, chińska piosenkarka (zm. 2019)
- 4 września – Bob Greene, amerykański pianista jazzowy (zm. 2013)
- 9 września – Mirosław Łebkowski, polski pisarz, tłumacz, autor tekstów piosenek (zm. 2010)
- 13 września – Yma Súmac, amerykańska piosenkarka i aktorka pochodzenia peruwiańskiego (zm. 2008)
- 22 września – Yvette Horner, francuska akordeonistka (zm. 2018)
- 24 września – Ettore Bastianini, włoski śpiewak operowy (baryton) (zm. 1967)
- 30 września – Oscar Pettiford, amerykański kontrabasista jazzowy (zm. 1960)
- 4 października – Dudley Simpson, australijski kompozytor i dyrygent (zm. 2017)
- 8 października – Stefania Woytowicz, polska śpiewaczka operowa (sopran) (zm. 2005)
- 9 października – Olga Guillot, kubańska śpiewaczka, znana jako „królowa bolero” (zm. 2010)
- 13 października – Gilberto Mendes, brazylijski kompozytor (zm. 2016)
- 16 października – Max Bygraves, angielski performer, komik, piosenkarz, aktor (zm. 2012)
- 20 października
  - Tadeusz Wojciech Maklakiewicz, polski kompozytor, pedagog, działacz muzyczny, prawnik (zm. 1996)
  - Roman Orłow, polski malarz, kompozytor (zm. 2017)
- 22 października – Tadeusz Machl, polski kompozytor i pedagog (zm. 2003)
- 28 października – Gershon Kingsley, amerykański kompozytor, pionier muzyki elektronicznej (zm. 2019)
- 29 października – Neal Hefti, amerykański trębacz i kompozytor jazzowy (zm. 2008)
- 30 października – Illinois Jacquet, amerykański saksofonista jazzowy (zm. 2004)
- 31 października
  - Stanisław Haraschin, polski muzykolog i wydawca (zm. 2006)
  - César Portillo de la Luz, kubański muzyk, autor tekstów, kompozytor (zm. 2013)
- 7 listopada – Al Hirt, amerykański trębacz jazzowy (zm. 1999)
- 22 listopada – Fikrət Əmirov, azerski kompozytor (zm. 1984)
- 25 listopada – Ilja Hurník, czeski kompozytor i pianista (zm. 2013)
- 28 listopada – Arnold Eidus, amerykański skrzypek (zm. 2013)
- 3 grudnia – Franciszek Racis, polski muzykant, skrzypek i śpiewak ludowy (zm. 2018)
- 5 grudnia – Don Robertson, amerykański pianista i autor piosenek (zm. 2015)
- 7 grudnia – Don Maddox, amerykański muzyk country, skrzypek (zm. 2021)
- 8 grudnia
  - Jean Ritchie, amerykańska piosenkarka folkowa (zm. 2015)
  - Sol Yaged, amerykański klarnecista jazzowy (zm. 2019)
- 12 grudnia – Helena Słysz-Szubert, polska śpiewaczka (zm. 2015)
- 18 grudnia – Cesare Valletti, włoski śpiewak operowy (tenor) (zm. 2000)
- 20 grudnia – Walter Eichenberg, niemiecki muzyk jazzowy; kompozytor, trębacz, dyrygent i aranżer (zm. 2018)
- 29 grudnia – Rose Lee Maphis, amerykańska piosenkarka country (zm. 2021)
- 31 grudnia – Halina Czerny-Stefańska, polska pianistka (zm. 2001)

Data dzienna nieznana
- Maria Ajzensztadt, polska śpiewaczka żydowskiego pochodzenia, nazywana „słowikiem getta” (zm. 1942)
- Kamran Aziz, turecka cypryjska kompozytorka i farmaceutka (zm. 2017)
- Włodzimierz Dębski, polski kompozytor, malarz, folklorysta i regionalista (zm. 1998)

## Zmarli
- 23 stycznia – Arthur Nikisch, węgierski dyrygent (ur. 1855)
- 27 stycznia – Luigi Denza, włoski kompozytor (ur. 1846)
- 9 marca – Aleksander Myszuga, ukraiński śpiewak operowy (tenor liryczny) (ur. 1853)
- 10 marca – Hans Sitt, czeski skrzypek, kompozytor, dyrygent i pedagog muzyczny (ur. 1850)
- 12 kwietnia – František Ondříček, czeski skrzypek i kompozytor (ur. 1857)
- 21 kwietnia – Alessandro Moreschi, włoski śpiewak, ostatni śpiewający kastrat (ur. 1858)
- 2 maja – Ada Jones, amerykańska piosenkarka i aktorka (ur. 1873)
- 28 maja – Carl Teike, niemiecki kompozytor marszów wojskowych (ur. 1854)
- 6 czerwca – Lillian Russell, amerykańska aktorka i pieśniarka (ur. 1860)
- 20 czerwca – Vittorio Monti, włoski skrzypek, kompozytor i dyrygent (ur. 1868)
- 25 lipca – Jarosław Zieliński, amerykański pianista, kompozytor i krytyk muzyczny pochodzenia polskiego (ur. 1844)
- 19 sierpnia – Felipe Pedrell, hiszpański kompozytor pochodzenia katalońskiego, publicysta, krytyk (ur. 1841)
- 28 września – Andrejs Jurjāns, łotewski kompozytor i badacz folkloru (ur. 1856)
- 10 października – Mieczysław Jaroński, polski wirtuoz skrzypiec i pedagog (ur. 1861)
- 14 listopada – Karl Michael Ziehrer, austriacki kompozytor (ur. 1843)
- 23 grudnia – Karl Heinrich Barth, niemiecki pianista i pedagog (ur. 1847)

## Wydane utwory
- Angel Child – Al Jolson
- Toot, Toot Tootsie – Al Jolson
- Stumbling – Paul Whiteman
- Hot Lips – Paul Whiteman